# Ptyas
Ptyas es un género de serpientes de la familia Colubridae. Sus especies se distribuyen por la región indomalaya y zonas próximas de Asia, y la Wallacea.

## Especies
Se reconocen las siguientes:
- Ptyas bachmaensis S. N. Nguyen, Vo, Orlov, Phan, Le, L. T. Nguyen, Tran, Murphy & Che, 2024[2]
- Ptyas carinata (Günther, 1858)
- Ptyas dhumnades (Cantor, 1842)
- Ptyas dipsas (Schlegel, 1837)
- Ptyas fusca (Günther, 1858)
- Ptyas korros (Schlegel, 1837)
- Ptyas luzonensis (Günther, 1873)
- Ptyas mucosa (Linnaeus, 1758)
- Ptyas nigromarginata (Blyth, 1854)